# Fundulopanchax amieti
Fundulopanchax amieti är en ca 7 centimeter lång äggläggande tandkarp som lever endemiskt i floden Sanaga (inklusive bifloder) i Kamerun. Den odlas även som akvariefisk.
Individerna vistas i träskmark liknande delar av regnskogen. De utför inga vandringar. Honor lägger ägg.
Beståndet hotas av nya palmodlingar och av en påtänkt dammbyggnad. IUCN listar arten som starkt hotad (EN).

## Etymologi
Släktnamnet Fundulopanchax är sammansatt av namnen på två andra släkten äggläggande tandkarpar, Fundulus och Panchax, vilka man tidigare felaktigt trodde var nära besläktade med varandra.
Artnamnet amieti är en dedikation till den franske zoologen Jean-Louis Amiet.